# 水戸黄門 (第14-21部)
本項では、TBSのナショナル劇場（後にパナソニック ドラマシアター→月曜ミステリーシアター）において放送された日本の時代劇『水戸黄門』（みとこうもん）のうち、1983年放送の第14部から1992年放送の第21部までの西村晃が主演したシリーズについて記述する。

## 各部の概要
放送日はTBSおよび同時ネット局を基準とし、レギュラー・準レギュラーの経験があるゲストは太字で表記する。

### 第14部
「水戸黄門 第14部」（みとこうもん だい14ぶ）は1983年10月31日から1984年7月9日までTBSで放送されたナショナル劇場のドラマ。製作はC.A.L。全37話（通算418回）。

#### ストーリー
盛岡藩主・南部重直は風雅を好み藩政を疎かにするきらいがあり、能役者あがりの側用人・藤江左京を寵愛していた。ある日、参勤のため江戸表へ出仕中の重直は急な病に倒れる。左京はこれを好機として藩政を己の手中に握ろうと企み、重直の嫡子・重信を差し置き末子・直房を次期藩主として立てるため将軍・綱吉の側用人・柳沢吉保と結託した。この陰謀を察知した盛岡藩江戸家老・柴田弥左衛門は重信の江戸出府を求めるため一子・弥太郎と息女・由紀を国元への急使として遣わすが、弥太郎は左京の放った刺客により討たれ、由紀も危機に陥る。しかし由紀は弥七によって窮地を救われ、これにより吉保と左京の企みは光圀の知る処となった。光圀は左京らの陰謀を挫き藩を跡目争いから救うため、由紀を伴ない盛岡へ旅立つ（第８話まで）。
盛岡藩の騒動を収めた光圀一行は漫遊の途中で立ち寄った弥七の故郷・名張の里の山中で、鉄砲を使う忍びの一団と遭遇した。それは名張藤堂家に仕える伊賀者であったが、その頭領・楯岡四郎太夫は幕府内に己の地位を得るため主家を欺き柳沢吉保と繋がり、光圀の実子・松平頼常が治める高松藩取り潰しのため頼常を陥れようとの吉保の企みに加担していた。更に四郎太夫は光圀の殺害をも狙うが真相を知った弥七の甥姪・弥太郎とマキにより阻まれ自決する。死の間際の四郎太夫の口から吉保の陰謀を知った光圀はこれを阻むため高松へ向かう（第３０話から）。

#### キャスト

##### メインレギュラー
- 水戸光圀：西村晃
- 佐々木助三郎：里見浩太朗
- 渥美格之進：伊吹吾朗
- うっかり八兵衛：高橋元太郎
- 佐々木志乃：山口いづみ（第1話、第8話〜第37話）
- 風車の弥七：中谷一郎
- 柴田由紀：片山由香（第1話〜第25話）

##### 準レギュラー
- 霞のお新：宮園純子（第1話）
- 藤江左京：名和宏（第1話、第8話）
- 徳川綱吉：長谷川哲夫（第1話、第37話）
- 浄法寺隼人：伊吹聡太朗（第1話、第7話、第8話）
- 中山備前：中村竹弥（第1話）
- 柳沢吉保：山形勲（第1話、第37話）
- 渥美多加：高峰三枝子（特別出演）（第1話）

#### スタッフ
- 企画：逸見稔（ノンクレジット）
- 原案：葉村彰子
- 脚本：葉村彰子、櫻井康裕、大西信行、芦沢俊郎、大久保昌一良、廣澤榮、伊上勝
- 音楽：木下忠司
- ナレーター：芥川隆行
- 題字：朝比奈宗源
- 特技：宍戸大全
- プロデューサー：西村俊一
- 撮影：荻屋信、原田裕平、脇武夫、安達重穂、古谷伸、片山顕、木村誠司、羽田辰治
- 照明：岡田耕二、椹木儀一、武邦男、真城喻、大谷康郎
- 録音：渡部芳丈、神戸孝憲、中川清、面屋竜憲、木村圴
- 美術：鈴木孝俊、高見哲也、三浦鐐二、塚本隆治
- 記録：谷野和子、西野敏子、満尾敦子、小川加津子、内藤幸子、川島庸子、大原より子
- 編集：河合勝巳
- 美粧・結髪：東和美粧
- かつら：山崎かつら
- 演技事務：坂本藤男、山下義明
- 舞踊振付：藤間紋藏（第3話、第7話、第15話）
- 擬斗：菅原俊夫、三好郁夫、土井淳之祐、上野隆三（東映剣会）
- 衣裳：東京衣裳
- 装置：太田正二、青木茂雄、磯谷幸一
- 装飾：田畑照政、中小路認、長尾康久、籠尾和人[注 1]、窪田治
- 小道具：高津商会
- 騎馬：岸本乗馬センター（第2話、第3話、第7話～第9話、第18話～第20話、第27話）
- 邦楽監修[注 2]：中本敏生
- 整音：加藤正行
- 計測：藤井重光、原田国一、山口鉄雄、小林善和
- 助監督：金鐘守（第1話〜第2話、第11話〜第12話、第15話、第17話、第20話、第22話、第29話）、矢田清巳（第3話〜第4話、第6話〜第7話、第19話、第23話、第25話〜第26話、第28話、第32話、第35話、第37話）、高倉祐二（第5話、第8話〜第9話、第27話）、井上泰治（第10話、第13話〜第14話、第16話、第18話、第21話、第24話、第30話〜第31話、第33話）、上杉尚祺（第34話、第36話）
- 協力：京都・大覚寺（第2話、第7話、第13話、第14話、第17話、第23話、第37話）
- プロデューサー補：大庭喜儀
- 進行主任：山田勝、杉浦満洲男
- 現像：東洋現像所
- 監督：山内鉄也、荒井岱志、居川靖彦、倉田準二
- 制作協力：東映、オフィス・ヘンミ（ノンクレジット）
- 製作：C.A.L

#### 主題歌
オープニングテーマ
あゝ人生に涙あり
作詞 - 山上路夫 / 作曲 - 木下忠司 / 唄 - 里見浩太朗、伊吹吾朗

#### 解説
- 今シリーズより登場する演者は、光圀役は西村晃、格之進役は伊吹吾朗。格之進の母・多加が設定され、高峰三枝子が演じた。
- 第3部で隠居に追い込まれた柳沢吉保が11年ぶりに再登場した。東野版と同じく山形勲が演ずるが、これは主演の交代により作中の世界観が見直しされ一部の設定がリセットされたためで、一度隠居した吉保が幕閣に復職したということではない。同様に東野版で病没した設定の中山備前も再登場し、こちらは中村竹弥が演じた。
- 由紀役の片山由香は本作で俳優デビューした。
- 第9部以来に新BGM・効果音が追加された。
  - 第1話で初めて使用された効果音は、同枠の『大岡越前』や助三郎役の里見浩太朗主演の日本テレビ系の時代劇『長七郎江戸日記』『八百八町夢日記』、テレビ東京系の時代劇『あばれ八州御用旅』などでも同じものが使用されている。また、この効果音は第16部から再び使用されるようになる。
  - 第35話で使用された効果音は、第17部以降や『大岡越前』『長七郎江戸日記』『八百八町夢日記』『闇を斬る!大江戸犯科帳』などでも同じものが使用されている。
- 第11話は印籠を見せるシーンがない回である。
- 第11話と第19話の弥七の2回転宙返りは同じものを使用している。これは、第15部第23話「鬼庄屋にされた黄門様 -篠山-」（1985年7月1日放送）でも再度使用される。また、第12話と第26話の弥七の2回転宙返りも同じものを使用している。
- 第12話では『人造人間キカイダー』の光明寺博士役・伊豆肇と服部半平役・うえだ俊が共演。但し作中で絡むシーンはない。
- 第13話では志乃の従兄弟・小野塚新九郎（和田浩治）とその妻・絹（本阿弥周子）が登場する。この回で志乃の父・兵衛と志乃の母が亡くなっていることも語られる。なお、第9部で兵衛を演じた水島道太郎は第1話で南部藩家老・柴田弥左衛門（由紀の父）を演じている。
- 第15話では、鶴岡天満宮の化物まつりに紛れ込んで黒幕に近づくため光圀が祈祷師風の老婆、助三郎と格之進が芸者、八兵衛が町娘とそれぞれ女装している。また、志乃と由紀は男装している。
- 第17話の弥七の3回転宙返りは第15部第29話「宿場救った孤独の十手 -中津川-」（1985年8月12日放送）や第17部第19話「悪を懲らした石見神楽 -浜田-」（1988年1月4日放送）でも使用されている。ただし、両回とも回転するときの効果音が異なっている。
- 第21話では『ウルトラマン』の主演・黒部進と『ウルトラマンA』の主演・高峰圭二が共演。但し、作中でほぼ絡まない。
- 第27話では当時未成年の女性タレントが出演する予定だったが、本人のトラブルの影響で降板したため、急遽杉田かおるに変更して撮影し、放送日に間に合わせた。また、光圀が年貢米の入った米俵に腰を下ろしてしまい、杉田演じる娘・馬子に叱られるシーンがある。
- 第30話では助三郎が、第37話では八兵衛が光圀に変装している。
- 第6話（1983年12月5日放送）から、福島県での放送局が福島テレビから前日の12月4日に開局したばかりのテレビユー福島に変更となった。

#### TBSチャンネルでの再放送
- TBSチャンネルでは、2010年ごろに放送されていた。2018年11月16日から、TBSチャンネル1にて、2度目の放送が開始された。

#### BS-TBSでの再放送
- 2017年12月20日から2018年2月19日まで、18時00分からの時代劇再放送枠で放送された。
- 2024年12月30日に第1話のみがデジタルリマスター版にて放送された。また、2025年1月9日から2月28日まで第1話から同じくデジタルリマスター版にて放送された。

### 第15部
「水戸黄門 第15部」（みとこうもん だい15ぶ）は1985年1月28日から1985年10月21日までTBSで放送されたナショナル劇場のドラマ。製作はC.A.L。全39話（通算457回）。

#### ストーリー
第１４部の続き話。高松藩取り潰しを目論む柳沢吉保の企みを阻んだ光圀は吉保の動向を伺うため暫く高松城に逗留していたが、退屈には耐えられず再び漫遊の旅に出る。同じころ、江戸の柳沢私邸では吉保と福岡藩江戸家老・脇田兵部により福岡藩主・黒田綱政の息女・綾姫の婚儀に関する談合がなされていたが、この婚礼は綱政を謀り藩政を牛耳ろうと企む福岡藩国家老・大野外記が目障りな綾姫を綱政から遠ざける為の策略であった。いっぽう遍路の姿で金刀比羅宮に詣でた光圀一行は町役人に追われる３人連れの旅の武士を匿うが、そのうちの１人こそ若侍に身を窶した綾姫であり、外記の企みを看破した綾姫は用人・笠井孫兵ヱと孫六の父子を供に江戸藩邸を出奔し国元に向かう途中であった。だが福岡を目前にしてついに兵部の差し向けた追手が迫り孫兵ヱと孫六は凶刃に倒れる。この事態に、光圀は綾姫を護り福岡に向かうこととした。

#### キャスト

##### メインレギュラー
- 水戸光圀：西村晃
- 佐々木助三郎：里見浩太朗
- 渥美格之進：伊吹吾朗
- 綾姫：片平なぎさ
- うっかり八兵衛：高橋元太郎
- 風車の弥七：中谷一郎（第1話〜第11話、第16話〜第18話、第20話〜第29話、第31話、第33話、第35話、第37話〜第39話）

##### 準レギュラー
- 佐々木志乃：山口いづみ（第1話、第39話）
- 卍屋徳兵ヱ：田中明夫（第1話、第11話）
- 脇田兵部：玉川伊佐男（第1話、第11話、第39話）
- 谷村十兵ヱ：睦五郎（第1話、第11話）
- 朽木伝十郎：石橋雅史（第1話、第11話）
- 玄海の鱶七：北九州男（第1話、第11話）
- お千：一柳みる（第1話、第11話）
- 徳川綱吉：長谷川哲夫（第39話）
- 柳沢の御用人：溝田繁（第1話、第11話）
- 柳沢吉保：山形勲（第1話、第11話、第39話）

#### スタッフ
- 企画：逸見稔（ノンクレジット）
- 原案：葉村彰子
- 脚本：葉村彰子、芦沢俊郎、櫻井康裕、大西信行、津田幸於、加瀬高之、外山徹
- 音楽：木下忠司
- ナレーター：芥川隆行
- 題字：朝比奈宗源
- 特技：宍戸大全
- プロデューサー：西村俊一
- 撮影：原田裕平、木村誠司、脇武夫、萩屋信、片山顕、古谷伸、羽田辰治
- 照明：伊勢晴夫、大谷康郎、武邦男、真城喻、岡田耕二
- 録音：中川清、木村圴、神戸孝憲、渡部芳丈、草川石文、面屋竜憲
- 美術：高見哲也、鈴木孝俊、塚本隆治
- 記録：満尾敦子[注 3]、川島庸子、内藤幸子、小川加津子、谷野和子、松崎翠、西野敏子
- 編集：河合勝巳
- 美粧・結髪：東和美粧
- かつら：山崎かつら
- 演技事務：山下義明
- 擬斗：土井淳之祐、三好郁夫、菅原俊夫、上野隆三（東映剣会）
- 装置：磯谷幸一
- 装飾：籠尾和人（第1話～第36話）、長谷川優市呂（第37話～第39話）
- 小道具：高津商会
- 騎馬：岸本乗馬センター（第1話、第3話、第4話、第6話、第7話、第20話、第26話、第29話、第32話、第39話）
- 現像：東洋現像所
- 衣装[注 4]：東京衣裳
- 衣裳提供[注 5]：全国呉服青年連合会、全国呉服専門店会連合会
- 邦楽監修：中本敏生
- 踊り振付：藤間紋藏（第11話）
- 整音：加藤正行
- 計測：小林善和、原田国一、宮西慶二郎、藤井重光、西田圭司、津田宗之
- 助監督：井上泰治（第1話、第3話、第10話、第12話〜第13話、第24話、第37話〜第39話）、金鐘守（第2話、第8話、第11話、第14話、第16話〜第17話）、久郷久雄（第4話、第9話、第15話、第19話、第27話〜第28話、第33話）、矢田清巳（第5話、第18話、第22話〜第23話、第25話〜第26話、第29話〜第32話、第35話〜第36話）、山本憲（第6話～第7話）、西垣吉春（第20話～第21話）、高倉祐二（第34話）
- 協力：京都 大覚寺（第1話、第8話、第10話、第14話、第22話、第23話、第25話）
- プロデューサー補：大庭喜儀
- 制作補：山田勝
- 監督：山内鉄也、居川靖彦、倉田準二
- 制作協力：東映、オフィス・ヘンミ（ノンクレジット）
- 製作：C.A.L

#### 主題歌
オープニングテーマ
あゝ人生に涙あり
作詞 - 山上路夫 / 作曲 - 木下忠司 / 唄 - 里見浩太朗、伊吹吾朗

#### 解説
- 綾姫が最終話（第39話）の江戸まで旅に同行（なお道中では、カムフラージュのために若侍に男装して表向きは「黒田綾之助」と名乗っていた）。格之進との淡い恋が描かれた。
- 福岡藩騒動解決後、弥七が江戸屋敷への伝令として江戸まで走り、第12話から第15話までの4回は登場していない。第16話から一行の元に戻って来たが、その後も弥七の登場しない回（第19話、第30話、第32話、第34話、第36話）があった。
- 弥七役の中谷一郎が休演した回のOPのレギュラークレジットでは、綾姫役の片平なぎさと八兵衛役の高橋元太郎のクレジットの順番が逆になっている。
- 第1話の早馬のシーンの映像はこの部以降のシリーズでも度々再使用されている。
- 第5話には『ウルトラマン』と『ウルトラセブン』でそれぞれ主演の黒部進と森次浩司が共演。目明しと盗賊として敵対する。
- 第18話には『ウルトラセブン』のキリヤマ隊長役の中山昭二と『ウルトラマンA』の北斗星司役の高峰圭二が親子役で共演。
- 第23話の弥七の2回転宙返りは第14部第11話と第19話の2回転宙返りと同じものを使用している。
- 最終話の事件解決後に光圀から「吉保に隠居を沙汰されては」と提言された綱吉が「そのように致そう」と返答するシーンがあり、このためか次回（第16部）には吉保は登場しない。しかし実際に隠居を申し渡される描写は無く、続く第17部・第18部には特段の説明のないまま再度登場する。

#### TBSチャンネルでの再放送
- TBSチャンネルでは、2010年末まで放送されていた。2019年5月18日から、TBSチャンネル1にて再放送再開。

#### BS-TBSでの再放送
- 2018年2月20日から3月2日まで第1話から第9話が、3月19日から5月10日まで第10話から第39話がBS-TBSの18時00分の時代劇再放送枠でそれぞれ放送された。なお、BS-TBS版再放送のため、第9話で一時中断された。
- 2025年3月3日から5月9日までデジタルリマスター版にて放送された。

### 第16部
「水戸黄門 第16部」（みとこうもん だい16ぶ）は1986年4月28日から1987年1月19日までTBSで放送されたナショナル劇場のドラマ。製作はC.A.L。全39話（通算496回）。

#### ストーリー
和歌山藩を治める紀州徳川家の江戸屋敷では藩主・徳川光貞の嫡子・綱教が原因不明の病に苦しめられていたが、それが呪詛によるものと疑う者は少なかった。しかし病の背後に何者かの陰謀を見て取った紀州家附家老・安藤飛騨守は、直臣・新田新八郎と香織の兄妹にそれぞれ密書を持たせ、異なる道程で西山荘の光圀の元へ差し向ける。呪詛の主である謎の山伏たちはこれに気付き新八郎を倒すがその密書は只の白紙であり、更には香織を見逃してしまう。山伏たちの首領は己の姿を現すことなく行き摺りの流れ者を金で雇い香織の到着前に光圀の暗殺を狙うも、雇われた者の１人は偶然にも弥七であった。一方、もう一組の流れ者・かげろうお銀と煙の又平は計略により香織の密書を奪い袋田の湯治場で光圀を狙うが、功を焦った山伏たちの横槍が入り暗殺は失敗。煙硝を使う手口を見た又平は山伏たちは根来の忍と推測する。香織は志乃に助けられ奪われた密書も弥七の手により光圀に渡るが、こちらも何の変哲もない時候の挨拶状で最後に「何卒お忍びで紀州へお越しください」とあるだけであった。光圀は賢明な飛騨守が正体の判らぬ敵を見極めるため敢えて光圀を頼って見せたものと考え、光圀を囮に使うという飛騨守が己の命を賭した策略に乗ることとする。こうして光圀は香織を伴ない和歌山へ旅立つ。

#### キャスト

##### メインレギュラー
- 水戸光圀：西村晃
- 佐々木助三郎：里見浩太朗
- 渥美格之進：伊吹吾朗
- うっかり八兵衛：高橋元太郎
- 煙の又平：せんだみつお（第1話〜第5話、第7話、第9話〜第10話、第14話〜第24話、第28話〜第30話、第33話〜第35話、第37話、第39話）
- かげろうお銀：由美かおる（第1話〜第5話、第7話、第9話〜第24話、第28話〜第30話、第33話〜第35話、第37話、第39話）
- 風車の弥七：中谷一郎（第1話〜第15話、第17話〜第19話、第21話〜第23話、第25話〜第27話、第30話〜第32話、第34話、第36話〜第39話）
- 香織：鳥越マリ[注 6]
- 千丈坊：上野山功一（第1話〜第3話、第6話〜第7話、第9話）
- 竜神坊：市村昌治（第1話〜第3話、第6話〜第7話、第9話〜第10話）

##### 準レギュラー
- 佐々木志乃：山口いづみ（第1話、第39話）
- 徳川光貞：岩井半四郎（第1話、第10話）
- 安藤飛驒守：小栗一也（第1話、第10話）
- 徳川綱教：小林芳宏（第1話、第10話）
- 玄心：石橋雅史（第9話、第10話）
- 玄妙：浜田晃（第9話、第10話）
- 藤林無門：佐野浅夫（第9話、第10話）
- 中山備前：中村竹弥（第39話）

#### スタッフ
- 企画：逸見稔（ノンクレジット）
- 原案：葉村彰子
- 脚本：葉村彰子、櫻井康裕、大西信行、芦沢俊郎
- 音楽：木下忠司
- ナレーター：芥川隆行
- 題字：朝比奈宗源
- 特技：宍戸大全
- プロデューサー：西村俊一
- 撮影：古谷伸、木村誠司、片山顕、平山善樹、原田裕平、荻屋信、羽田辰治[注 7]
- 照明：真城喻、大谷康郎、岩見秀夫、伊勢晴夫
- 録音：中川清、木村圴[注 8]、神戸孝憲
- 美術：高見哲也、三浦鐐二、鈴木孝俊、塚本隆治
- 記録：川島庸子、西野敏子、内藤幸子、小川加津子
- 編集：河合勝巳
- 美粧・結髪[注 9]：東和美粧
- かつら：山崎かつら
- 演技事務：山下義明
- 擬斗：谷明憲、三好郁夫、土井淳之祐、菅原俊夫、上野隆三（東映剣会）
- 装置：磯谷幸一
- 装飾：長谷川優市呂、窪田治、西川由紀夫
- 小道具：高津商会
- 騎馬：岸本乗馬センター（第1話、第10話、第17話、第20話、第22話、第25話、第29話、第38話）
- 現像：IMAGICA[注 10]（クレジットは第1話・第2話・第6話から第8話はIMAGICA Lab.のロゴ表記で、横書き。）
- 衣装：東京衣裳、米田稔
- 衣装提供：全国呉服青年連合会、全国呉服専門店会連合会
- 邦楽監修：中本敏生
- 整音：加藤正行
- 計測：藤井重光、原田国一、西田圭司、小林善和、山口鉄雄
- 助監督：井上泰治（第1話、第6話、第34話、第38話）、高倉祐二（第2話、第4話、第7話、第9話）、矢田清巳（第3話、第5話、第10話〜第11話、第13話、第15話〜第18話、第23話、第26話、第29話〜第30話、第33話、第37話）、内沢豊（第8話）、金鐘守（第12話、第14話、第19話〜第22話、第24話〜第25話、第27話〜第28話、第31話）、山本憲（第32話、第35話〜第36話、第39話）
- 協力：京都 大覚寺[注 11]（第1話、第2話、第17話、第24話、第28話、第32話、第35話、第36話）
- 能指導：掛川昭二（第10話）
- 釜指導：高木治良兵衞（第31話）
- プロデューサー補：大庭喜儀
- 制作補：山田勝
- 監督：山内鉄也、倉田準二、居川靖彦、矢田清巳
- 制作協力：東映、オフィス・ヘンミ（ノンクレジット）
- 製作：C.A.L

#### 主題歌
オープニングテーマ
あゝ人生に涙あり
作詞 - 山上路夫 / 作曲 - 木下忠司 / 唄 - 里見浩太朗、伊吹吾朗

#### 解説
- お家騒動の裏で暗躍する刺客の前に散った紀州藩士・富田新八郎の妹・香織が、本シリーズのレギュラーとして、初回から最終話（第39話）まで(西山荘から西山荘まで)、旅の供をする。なお、そのシリーズ限りの女性レギュラーが初回から最終話まで一行に同行することは、本シリーズ以後長い間無くなっていた。（里見黄門シリーズでは復活している。）
- 第1話で、紀州藩の騒動を知った八兵衛が「柳沢の狐が退治されたんで騒動は根絶やしかと思っていたんだが」とぼやくシーンがあり、第15部最終話終盤での光圀と綱吉の会話を受けてのセリフである。
- 藤林無門は1995年に放送された『水戸黄門外伝 かげろう忍法帖』にも登場していて、演者が同作放送当時の光圀役の佐野浅夫だったため、佐野は無門と光圀の二役で出演した。
- 藤林の登場する第9話と第10話は、前編・後編扱いである。
- 光圀一行を狙う本物の刺客（千丈坊と竜神坊）が第1話から第3話、第6話、第7話、第9話、第10話（第10話は千丈坊を除く）に登場するが、実際に一行を襲ったのは、第1話、第9話、第10話のみであり、その他の回では雇った刺客に襲わさせたが、悉く失敗している。また、第5話にも刺客が登場するが、悉く失敗している。
- 第3話の弥七の3回転宙返りは、このシリーズで度々使用されている。また、第17部・第18部でも使用されている。
- 第20話は、第14部第11話のリメイク版であるが、当該回とは異なり印籠を見せるシーンが含まれている。
- 第24話では光圀自らが悪者達に印籠を見せている。
- 第25話は、第14部第27話のリメイク版であり、当該回と同様に光圀が年貢米の入った藁袋に腰を下ろしてしまい、堀ちえみ演じる娘・馬子に叱られるシーンがある。
- お銀の登場により「入浴シーン」が印籠と並ぶ定番シーンとなっていく。
- このシリーズから弥七の登場しない回においてはお銀や又平、第17部以降は飛猿にも弥七のテーマのBGMが使われるようになる。
- このシリーズからその回に登場していない忍者の存在はその回の劇中では語られなくなる。
- 第1部から邦楽監修を担当していた中本敏生がこのシリーズで降板する。
- 第2部から葉村彰子として脚本を手がけていた植木昌一郎が脳出血で逝去、本作が遺作となる。
- 第4部から長らく助監督を務めていた矢田清巳が監督に昇進する。本作は第34話と第38話の監督を務めた。
- 第6部から監督を務めていた居川靖彦が本作最終話が最後の作品となる。
- 第7部から監督を務めていた[注 12]倉田準二が本作第30話が最後の作品となる。
- 本シリーズより、現像を請け負っていた東洋現像所が、会社名を変更したのに伴い、「現像 IMAGICA」となる。ただ、初期は字の表記法にやや混乱が見られ、縦書きと横書きの繰り返しを経たのち、第9話から縦書き（アルファベットの一文字一文字が、日本語と同じように縦に書かれたもの）として定着する。

#### TBSチャンネルでの再放送
- TBSチャンネルでは、2011年に放送された。その後、2019年7月9日から、TBSチャンネル1にて、再放送開始。

#### BS-TBSでの再放送
- 2018年5月11日から7月19日までBS-TBSの18時00分からの時代劇再放送枠で放送された。
- 2025年5月12日から7月15日までデジタルリマスター版にて放送された。

### 第17部
「水戸黄門 第17部」（みとこうもん だい17ぶ）は1987年8月24日から1988年2月22日までTBSで放送されたナショナル劇場のドラマ。製作はC.A.L。全26話（通算522回）。

#### ストーリー
徳川将軍家で先代将軍・家綱の大法要が執り行なわれたその日、接待役の宮津藩主・永井尚長と鳥羽藩主・内藤忠勝の二人が法要の場である増上寺で揃って急死する事件が起こった。事は柳沢吉保の意向により内密とされたが、この事件は尚長の不誠実な振る舞いに立腹した忠勝による刃傷であり、二人の不和を陰で画策したのは他ならぬ吉保であった。吉保はこの機に乗じて己の意に沿わない鳥羽藩の取り潰しを目論み内通する内藤家側用人・丹羽甚内に命じて藩士の扇動を図るが、鳥羽藩江戸家老・川路勘解由と城代家老・本多左京の尽力により目的は果たせなかった。また、左京は事を無事に収めるため光圀の力を借りるべく息女・弥生に煙の又平を護衛に付け秘かに光國の元へ差し向けるが、これを知った甚内は弥生を打ち取るために刺客を放つ。同じ頃、弥七から事件の一報を受けた光圀は吉保の動向を見定めるため江戸へ向かい、所用で江戸へ出向いていた格之進から事件の概要を知る。一方、別の用で京へ出向いていた助三郎は、戻り旅の途中の箱根で偶然に出会った又平から弥生との同行と警護を依頼されるが、又平は直後に襲い来た刺客の忍びから弥生を護り抜き討ち死にした。弥生と面会し領民の安寧のため内藤家の存続を望む左京の心情を知った光圀は、将軍・綱吉に目通りし吉保が申し立てる「鳥羽藩謀反」の疑いへの探索を光國に一任するとのお墨付き賜り、弥生を伴ない鳥羽へ旅立つ（第９話まで）。
吉保が目論む鳥羽藩取り潰しの計略を阻んだ光圀は、江戸へ向かう旅の途中で立ち寄った尾張の城下で腹痛に苦しむ娘とその父と言う旅の二人連れと出会う。スリに路銀を掏られたと言う二人を見兼ねた光圀は宿を共にするが腹痛もスリの話も噓で、更には二人は親子ではなく娘・千春は物心付かぬ頃に生き別れとなった母を訪ねるため阿波へ向かう旅の途中であり、連れの男・芳太郎は十年前に父から勘当され家を出た尾張で指折りの仏壇問屋・大洲屋の跡取り息子と言う他人同士であった。光圀は芳太郎との関わりで尾張でも名うての仏壇職人・佐吉と知り合う。佐吉は大洲屋から尾張徳川家へ納める仏壇の建立を依頼されていたが、これを妨害する地回り・森口の虎三により捕らわれの身となった。それは大洲屋を陥れ尾張仏壇の利益を独占しようと企み、勘定奉行・曽田監物と結託し虎三一家を操る商売敵・桝屋の仕業であったが、光圀は桝屋らの悪行を暴き大洲屋と佐吉を救う。そして仏壇は無事に仕上がり、芳太郎も晴れて大洲屋に戻ることとなった。光圀は一人となった千春を母と会わせるため、共に阿波へ向かう（第１０話から第１６話まで）。

#### キャスト

##### メインレギュラー
- 水戸光圀：西村晃
- 佐々木助三郎：里見浩太朗
- 渥美格之進：伊吹吾朗
- かげろうお銀：由美かおる
- うっかり八兵衛：高橋元太郎
- 柘植の飛猿：野村将希
- 風車の弥七：中谷一郎（第1話〜第5話、第8話〜第9話、第19話〜第20話、第22話〜第23話、第25話〜第26話）
- 弥生：山崎美貴（第1話〜第9話）
- 千春：長谷川真弓（第10話〜第16話）
- 黒谷の道鬼：内田勝正（第1話〜第9話）
- 道鬼配下：伊藤康二（第1話〜第9話）※役名クレジットなし
- 道鬼配下：森山陽介（第1話、第2話）※役名クレジットなし
- 道鬼配下：深作覚[注 13]（第1話〜第9話）※役名クレジットなし
- 道鬼配下：清家利一[注 14]（第1話〜第9話）※役名クレジットなし
- 道鬼配下：高良隆志[注 15]（第3話〜第9話） ※役名クレジットなし

※道鬼配下は上記の4人の他にも数人登場している。
- くれないお蓮：MIE（第1話〜第9話）

##### 準レギュラー
- 佐々木志乃：山口いづみ（第1話）
- 煙の又平：せんだみつお（第1話、第8話（回想シーン））
- 霞のお新：宮園純子（第1話）
- 丹羽甚内：菅貫太郎（第1話、第8話、第9話）
- 赤谷の竜鬼：大前圴（第8話、第9話）
- 徳川綱吉：長谷川哲夫（第1話、第26話）
- 柳沢の御用人：溝田繁（第1話、第9話）
- 本多左京：中丸忠雄（第1話、第8話、第9話）
- 中山備前：中村竹弥（第1話）
- 柳沢吉保：山形勲（第1話、第9話、第26話）

#### スタッフ
- 企画：逸見稔
- 原案：葉村彰子
- 脚本：葉村彰子、櫻井康裕、大西信行、石川孝人、稲垣俊、芦沢俊郎、伊上勝
- 音楽：木下忠司
- ナレーター：芥川隆行
- 題字：朝比奈宗源
- 特技：宍戸大全
- プロデューサー：西村俊一
- 撮影：平山善樹、片山顕、原田裕平、萩屋信
- 照明：真城喻、武邦男、大谷康郎、岩見秀夫、伊勢晴夫
- 録音：中川清、草川石文、面屋竜憲、神戸孝憲、木村圴
- 美術：三浦鐐二、高見哲也、園田一佳、鈴木孝俊、塚本隆治、下石坂成典
- 記録：川島庸子、小川加津子、内藤幸子、西野敏子
- 編集：河合勝巳
- 助監督：金鐘守（第1話〜第2話、第12話〜第14話、第17話）、井上泰治（第3話、第5話、第7話、第10話、第18話〜第20話、第24話）、和田圭一（第4話、第6話）、内沢豊（第8話〜第9話）、曽根勇（第11話、第21話〜第23話）、佐藤晴夫（第15話〜第16話）、山本憲（第25話〜第26話）
- 邦楽監修：中本哲
- 擬斗：土井淳之祐、菅原俊夫、上野隆三（東映剣会）
- 衣装：東京衣裳
- 装置：磯谷幸一、青木茂雄、大八木登、太田正一
- 装飾：籠尾和人、中小路認、長谷川優市呂、極並浩次
- 小道具：高津商会
- 美粧・結髪：東和美粧
- かつら：山崎かつら
- スチール：深野隆、金井謹治
- 計測：宮西慶二郎、小林善和、原田国一、雨宮良朋
- 整音：加藤正行
- 進行：中澤裕行（第1話〜第2話、第12話〜第14話、第17話）、進藤盛延（第3話〜第6話、第8話〜第9話、第11話、第15話〜第16話、第19話〜第23話、第25話〜第26話）、福田雅弘（第7話、第10話、第18話、第24話）
- 演技事務：山下義明
- 騎馬：岸本乗馬センター（第1話～第3話、第8話、第12話、第14話ほか）
- 舞踊振付：藤間藤雄（第17話）
- 協力：京都 大覚寺（第1話、第7話、第10話、第13話、第17話、第26話ほか）
- 刺青師：毛利清三（第2話、第3話、第9話）
- 現像：IMAGICA
- プロデューサー補：大庭喜儀
- 制作補：山田勝
- 監督：山内鉄也、矢田清巳、髙倉祐二
- 制作協力：東映、オフィス・ヘンミ（ノンクレジット）
- 製作：C.A.L

#### 主題歌
オープニングテーマ
あゝ人生に涙あり
作詞 - 山上路夫 / 作曲 - 木下忠司 / 唄 - 里見浩太朗、伊吹吾朗

#### 解説
- 1987年11月2日、西村に紫綬褒章が授与される。
- このシリーズから、初回から同行した女性レギュラー（旅立ちのきっかけとなる騒動の関係者）の出演は旅の目的地までとなる。また、番組編成が3部編成（本編 → CM → 本編 → CM → 本編）から4部編成（本編 → CM → 本編 → CM → 本編 → CM → 本編）に変わった。
- 第1話から第9話までは鳥羽藩取り潰しのエピソードであり、第10話からは、新たな旅を開始させるパターンとなっている。
- 物語の発端である「増上寺刃傷」はナレーションにもあるとおり史実に残る事件。ただし、実際には尚長はその場で刺殺されたが忠勝は取り押さえられ、後日に切腹を命じられ家名は断絶となった。また、その享年は尚長が２７歳・忠勝は２６歳と若く、作中のような初老と壮年ではない。
- この部では柳沢吉保の身分は「老中筆頭」と称されるがこれは史実とは異なり、実際の身分は「老中格」又は「大老格」であり正式に「老中」「大老」に任用された事実はない。
- 第1話は物語の構成上、恒例のクライマックスでの立ち回りが発生しない。このため一行が旅立つラストシーンに、助三郎・格之進・弥七・お銀が道鬼・お蓮・飛猿と戦うイメージシーンがインサートされる。
- 第1話で煙の又平は、弥生の警護中に黒谷の道鬼一味の襲撃を受け、弥生を庇って殺された。
- 第2話で助三郎が光圀に扮している。この回には増田恵子がゲスト出演しており、2人で登場する場面はないがお蓮役のMIEと合わせて元ピンク・レディーの2人が揃って出演している。
- 第8話で又平がクレジットされているが、実際は第1話で収録した映像が、回想シーンで用いられている。
- 第9話でお銀は黒谷の道鬼を討ち、又平の敵討ちを果たした。また、第9話でお銀が又平の火炎大筒を使用した。
- 第10話以降、くれないお蓮が登場するときに使われていたBGMがお銀が登場するときのBGMとして使用されている[注 16]。また、このBGMは第18部でもお銀が登場するときのBGMとして使用されている。
- 第12話で仮面ライダーストロンガーで主人公城茂を演じた荒木茂とストロンガーの敵であるブラックサタンの大幹部＝タイタンを演じた浜田晃が出演している。
- 第17話では風車のみが登場し、弥七のテーマのBGMが使用された。
- 第18話と第19話のクライマックスでは、お銀がいつもの忍装束ではなく、通常の着物姿で立ち回りを行っている。
- 第19話の弥七の3回転宙返りは第14部第17話「天下無敵の女棋士 -天童-」（1984年2月20日放送）で使用されたものである。ただし、回転するときの効果音が異なっている。
- 第20話の一部の効果音は助三郎役の里見浩太朗主演の日本テレビ系の時代劇『長七郎江戸日記』からの流用であり、その後放送された『八百八町夢日記』でも流用された。
- 第8話から第11話と第13話、第15話、第17話、第20話、第24話で飛猿は茶色の衣装に身を包んで行動した。第11話と第15話以外のクライマックスではいつもの黒の衣装に戻っている。ただし、第10話と第16話のクライマックスの立ち回りには参加していない。
- 最終話（第26話）は前編・後編の後編にあたるが、話の展開上、途中江戸に移動するため、オープニングクレジットでも、「大坂・江戸」と表記されている。
- 上記のとおり、第8話と第9話および第25話と第26話が前編・後編扱いである。また、視聴者の要望によりこのシリーズを最後に前編・後編扱い（特にラストシーンにおいて、「果たして老公は無事なのか？」といったストーリー）は廃止され、第18部以降は基本的に1話完結のストーリーとなった。
- 柘植の飛猿の出演者クレジットは鳥羽藩騒動落着の第9話までは刺客仲間のくれないお蓮（MIE）とともにトメになっていたが、鳥羽藩騒動落着後の第10話からはレギュラーにクレジットされた。クレジットの順は第1話と第9話がお蓮役のMIEが先にクレジットされている。
- このシリーズと第18部で弥七役の中谷一郎が休演した回のOPのレギュラークレジットではお銀役の由美かおるが最後にクレジットされている。それに伴い、クレジットの順番が格之進役の伊吹以降、高橋 → 野村 → 由美の順になっている[注 17]。弥七役の中谷が出演する回は、由美 → 高橋 → 野村 → 中谷の順である。
- 1987年11月16日に野村将希が千代幸子と婚約を発表。
- 助三郎役の里見浩太朗と志乃役の山口いづみ、第14部から登場していた2代目備前役の中村竹弥の最終シリーズである。里見は第3部から17年間計457回[注 18]、山口は第9部から9年間計106回の出演だった。里見は、光圀役が西村に替わる時点で助三郎役を降板するつもりだったが、プロデューサーの逸見稔に「（里見が助三郎役を）西村さんが慣れるまでやってくれなければ困る」と泣きつかれ、西村晃主演の本シリーズまで出演を継続することになった。
- 第4部から長らく助監督を務めていた髙倉祐二が監督に昇進する。
- このシリーズ以降第24部までプロデューサーの逸見稔がOPクレジットに表記された。このシリーズと第18部、第24部第28話以降は「企画」、第19部から第24部第27話までは「制作」とそれぞれクレジットされた。第16部以前はノンクレジットだった。
- 飛猿の登場により「入浴シーン」が確立された（お銀が入浴、それを見た悪人が混浴したさにお銀のいる湯屋に近づき、混浴しようかというところで、お銀が悪人にお湯をかけてパニックに落としいれ、悪人が逃げ回っているところに飛猿が登場、空手技で悪人を失神させて終わりというものや、飛猿が代わりに入浴しているパターンもある）。ただし、本作ではお銀の入浴シーンはあまりない。
- 第17部のポスターから松下電器のロゴが一新され、それまでのNマークに変わりNationalマークが登場した（第38部まで続く）。

#### TBSチャンネルでの再放送
- TBSチャンネルでは、2011年から12年にかけて放送された。また、地上波のTBSでも、2011年の初夏に再放送された。

#### BS-TBSでの再放送
- 2018年10月2日から11月7日、2021年6月21日から7月28日にBS-TBSの18時30分の時代劇再放送枠で放送された。
- 2025年7月16日からデジタルリマスター版にて放送されている。

### 第18部
「水戸黄門 第18部」（みとこうもん だい18ぶ）は1988年9月12日から1989年5月1日までTBSで放送されたナショナル劇場のドラマ。製作はC.A.L。全33話（通算555回）。

#### ストーリー
清国を巻き込んだ平戸藩の内紛を解決するため、一行は麗花（お梅）と共に旅に出る。

#### キャスト

##### メインレギュラー
- 水戸光圀：西村晃
- 佐々木助三郎：あおい輝彦
- 渥美格之進：伊吹吾朗
- かげろうお銀：由美かおる
- うっかり八兵衛：高橋元太郎
- 柘植の飛猿：野村将希
- 風車の弥七：中谷一郎（第1話〜第13話、第19話、第29話、第31話〜第33話）
- 麗花（お梅）：娃娃[注 19]（第1話〜第17話）[注 20]
- 玄竜（天竺屋清兵衛）：川合伸旺（第1話〜第5話、第9話〜第10話、第12話、第15話〜第17話）[注 21]
- 緋竜：中村れい子（第1話〜第5話、第9話〜第10話、第12話、第15話〜第17話）
- 青竜：浜田晃（第1話〜第5話、第9話、第12話、第15話〜第17話）
- 吞竜：北九州男（第1話〜第5話、第9話、第12話、第15話〜第17話）
- 玄竜配下：稲田龍雄（第1話〜第4話、第9話、第15話〜第17話）
- 玄竜配下：清家利一（第1話〜第5話、第9話、第12話、第15話〜第17話）※第12話は役名クレジットなし
- 玄竜配下：西村陽一（第1話〜第5話、第9話、第12話、第15話〜第17話）※第12話は役名クレジットなし
- 玄竜配下：菊池香理（第1話〜第5話、第9話、第12話、第15話〜第17話）※第12話は役名クレジットなし
- 玄竜配下：森山陽介（第1話〜第5話、第9話、第12話、第15話〜第17話）※第12話は役名クレジットなし

※玄竜配下は上記の5人の他にも数人登場している。

##### 準レギュラー
- 霞のお新：宮園純子（第1話、第2話、第33話）
- 徳川綱吉：長谷川哲夫（第1話、第2話、第33話）
- 有賀監物：名和宏（第1話、第2話、第17話）
- 浦上助左衛門：高城淳一（第2話、第17話）
- 浦上由紀：浜田朱里（第2話、第17話）
- 中本仁四郎：原口剛（第1話、第2話、第15話、第17話）
- お登世の方：八神康子（第2話、第17話）
- 亀千代：中尾英雄（第2話）、小林誠一（第17話）
- 水戸家の側用人：中村錦司（第1話、第33話）
- 柳沢の側用人：溝田繁（第33話）
- 柳沢吉保：山形勲（第1話、第2話、第33話）
- 渥美多加：高峰三枝子（特別出演）（第1話、第33話）

#### スタッフ
- 企画：逸見稔
- 原案：葉村彰子
- 脚本：葉村彰子、櫻井康裕、大西信行、芦沢俊郎、伊上勝
- 音楽：木下忠司
- ナレーター：芥川隆行
- 題字：朝比奈宗源
- 特技：宍戸大全
- プロデューサー：西村俊一
- プロデューサー：大庭喜儀
- 制作担当：山田勝
- 撮影：原田裕平、都築雅人、萩屋信、片山顕、小林善和
- 照明：武邦男、岩見秀夫、大谷康郎、伊勢晴夫、真城喻
- 録音：面屋竜憲、神戸孝憲、中川清、木村均、田中峯生
- 美術：高見哲也、三浦鐐二、鈴木孝俊、下石坂成典
- 記録：川島庸子、西野敏子、内藤幸子、小川加津子、佐伯直
- 編集：河合勝巳
- 助監督：金鐘守（第1話〜第2話、第5話、第7話〜第8話、第10話、第15話〜第17話、第22話）、和田圭一（第3話〜第4話、第14話、第18話、第25話、第28話、第33話）、佐藤晴夫（第6話、第9話、第13話、第19話〜第21話）、井上泰治（第11話〜第12話、第26話〜第27話）、山本憲（第23話〜第24話）、上杉尚祺（第29話〜第30話）、梅沢利之（第31話〜第32話）
- 邦楽監修：中本哲
- 舞踊振付：藤間藤雄（第6話、第18話、第25話、第27話、第30話）
- 擬斗：菅原俊夫（東映剣会）
- 衣装：東京衣裳
- 装置：青木茂雄、和田順吉
- 装飾：窪田治、中小路認、極並浩史、山中忠和
- 小道具：高津商会
- 美粧・結髪：東和美粧
- かつら：山崎かつら
- スチール：深野隆
- 計測：雨宮良朋、原田国一、上新照幸、作村龍二
- 整音：加藤正行
- 進行：福田雅弘（第1話〜第12話、第14話〜第17話、第22話）、進藤盛延（第13話、第19話）、宮崎俊弥（第18話、第20話〜第21話、第23話〜第33話）
- 演技事務：山下義明
- 騎馬：岸本乗馬センター
- 協力：京都 大覚寺
- 現像：IMAGICA
- 監督：山内鉄也、矢田清巳、髙倉祐二
- 制作協力：東映、オフィス・ヘンミ（ノンクレジット）
- 製作：C.A.L

#### 主題歌
オープニングテーマ
あゝ人生に涙あり
作詞 - 山上路夫 / 作曲 - 木下忠司 / 唄 - あおい輝彦、伊吹吾朗
主題歌のアレンジも20年目にして初めて変更になる。

#### 解説
- 助三郎役は、あおい輝彦になる。それに伴い、設定が妻帯者から独身に変更となった。この関係もあって、第1話では、渥美多加が格之進だけでなく、助三郎の縁談もまとめて執り行いたい、などという老婆心を見せる場面がある。
- このシリーズでも里見浩太朗が助三郎役を務めていた第17部までの形と同じく印籠シーンの定番の「こちらにおわす御方をどなたと心得る！畏れ多くも前の副将軍・水戸光圀公にあらせられるぞ！」「一同、ご老公の御前である、頭が高い、控えおろう！」のセリフも、助三郎が格之進の、または格之進は助三郎のセリフをいう形[注 22]の言い方が見られる。
- 弥七役の中谷一郎が立ち回りの収録中に右足くるぶしを痛める怪我をする。このため第14話から第18話と第20話から第28話、第30話に弥七は登場していない。
- ここ数シリーズでは第1話は必ず火災炎上シーンがあったが、このシリーズの第1話では火災炎上シーンは無い。
- 第15話から飛猿は独自の猿面型の小道具を使用するようになる。弥七の風車同様、武器や投げ文の手段となった。
- 第18話以降、緋竜が登場するときに使われていたBGMがお銀が登場するときのBGMとして使用されている。また、そのBGMは第19部以降も時折使用されている。
- このシリーズから印籠が新調された。
- 第19話の印籠シーンで、格之進がアップ用ではなく薬入れ用の印籠を出している。だが、ストーリーの関係で、格之進が牢屋に入れられるため、事前に光圀に印籠を渡していた可能性もあり、定かではない。なお、この放送回では、印籠は光圀がさりげなく格之進に渡す形で、いつもの流れに入っている。
- 最終話（第33話）の終盤部分での印籠と共に光圀が正体を明かす場面において、いつもとは違ったBGMが使われた。
- 第20話でお銀は忍装束姿で軽業を披露した。
- 第20話と第26話、第30話では風車のみが登場し、弥七は登場しない[注 23]。
- 第14部以来に新BGMが追加された。ちなみに、立ち回りBGMは3つ追加された。
- このシリーズでは、刺客たち（玄竜一味）とお銀&飛猿（弥七）との「忍び同士の対決」も見物のため、刺客たちが登場する際の立ち回りの際は二段構成（助三郎&格之進vs悪人たち、その後にお銀&飛猿vs玄竜一味と戦う構成もしくはその逆）となっている（つまり、他のシリーズでは悪人たちと立ち回るシーンと刺客たちと戦うシーンは同じBGM、カットで通すが、第18部のみは、悪人たちと立ち回るシーンと刺客たちと戦うシーンでBGM、カットを分けていることが多い）回が他のシリーズよりも多い[注 24]。
- 第18部のポスターのみ「水戸黄門」の書体が縦文字となっている。
- 第17話が放送された2日前の1989年1月7日に昭和天皇が崩御したことに伴い、松下電器のCMは自粛。本来CMが入る箇所のうち、冒頭のオープニングキャッチを含むCM枠はクラシックのヒーリングミュージックをBGMにした環境映像、本編中と終了後は全てCM前に表示される画像（題字と徳川家の家紋）と同じスライド静止画が表示されたまま、次の場面までずっとヒーリングミュージックを流し続けるいわゆるフィラーの形態での放送となった。本編終了後は提供クレジット部分の穴埋めを兼ねて1月の放送予定と翌々週までの分の次回予告を2本流し、そのままエンドカードと次枠の『代議士の妻たち2』のクロスプログラムに接続した。
- 第14部から格之進の母親・渥美多加役の高峰三枝子（詳細は後述）、第1部から登場していた光圀の宿敵・柳沢吉保役の山形勲の最終シリーズである（実際に登場したのは第1部 - 第3部、第14部 - 第15部、第17部 - 第18部）。
- 第1話で側用人役として登場した中村錦司が、最終話でも同じ役として登場する。ただし、第1話登場時は側用人という役名とともにクレジットされていたが、最終話では役名はなかった。しかし、劇中で助三郎が「御用人」と呼んでいるところから、第1話と同じ役柄であることがわかる。落ち着きのない人物像もそのまま継承されている。また、その落ち着きのなさから、最終話では「囲碁は心を鎮める」として光圀に囲碁の相手をさせられるさい、「さあ、中村」と呼んでいることから、苗字がそのまま劇中で使われていることがわかる。なお、この側用人中村役は、第20部最終話（第48話）でも再び中村錦司が演じる形で登場する。
- 準レギュラーのメンバー（多加を除く）が、初回と最終話だけだなく、第2話にも出演した。

#### TBSチャンネルでの再放送
- TBSチャンネルでは、CS初として2011年から12年にかけて放送された。

#### BS-TBSでの再放送
- 2018年11月8日から12月26日までBS-TBSの18時30分の時代劇再放送枠で放送された。
- 2025年9月8日からデジタルリマスター版にて放送される予定。

### 第19部
「水戸黄門 第19部」（みとこうもん だい19ぶ）は1989年9月25日から1990年4月16日までTBSで放送されたナショナル劇場のドラマ。製作はC.A.L。全29話（通算584回）。

#### ストーリー
庄内藩お世継ぎ騒動を解決するため旅立つ。

#### キャスト

##### メインレギュラー
- 水戸光圀：西村晃
- 佐々木助三郎：あおい輝彦
- 渥美格之進：伊吹吾朗
- かげろうお銀：由美かおる
- うっかり八兵衛：高橋元太郎
- 柘植の飛猿：野村将希
- 風車の弥七：中谷一郎
- 雪姫：吉野真弓（第1話〜第9話）
- 千鶴：安永亜衣（第1話〜第9話）
- 鬼巌坊：山本昌平（第1話〜第2話、第4話〜第5話、第7話、第9話）[注 25]
- 鳥海坊：佐藤京一（第1話〜第2話、第4話〜第5話、第7話、第9話）[注 26]
- 丁字坊：志賀勝（第1話〜第2話、第4話〜第5話、第7話、第9話）[注 27]
- 鬼巌坊配下：伊藤康二（第1話〜第2話、第4話〜第5話、第7話、第9話）
- 鬼巌坊配下：森山陽介（第1話〜第2話、第4話〜第5話、第7話、第9話）
- 鬼巌坊配下：西村陽一（第1話〜第2話、第4話〜第5話、第7話、第9話）
- 鬼巌坊配下：稲田龍雄（第1話〜第2話、第4話〜第5話、第7話、第9話）

※鬼巌坊配下は上記の4人の他にも数人登場している。

##### 準レギュラー
- 霞のお新：宮園純子（第1話、第29話）
- 山野辺兵庫：高松英郎（第1話）
- 黒崎主膳：大木実（第1話、第9話）
- 笹谷久美：丸山秀美（第1話、第9話）
- 徳川綱条：坂口徹郎（第1話）
- 室川屋藤兵衛：菅貫太郎（第1話、第9話）
- お八重の方：朝比奈順子（第1話、第9話）
- 徳川綱吉：長谷川哲夫（第29話）

#### スタッフ
- 制作：逸見稔
- 原案：葉村彰子
- 脚本：葉村彰子、大西信行、芦沢俊郎、田口耕三、土橋成男、櫻井康裕、石川孝人
- 音楽：木下忠司
- ナレーター：芥川隆行
- 題字：朝比奈宗源
- 特技：宍戸大全
- プロデューサー：西村俊一
- プロデューサー：大庭喜儀
- 制作担当：山田勝
- 撮影：萩屋信、都築雅人、平山善樹、片山顕、小林善和
- 照明：伊勢晴夫、岡田耕二、岩見秀夫、佐々木政一、武邦男
- 録音：小金丸輝貴、面屋竜憲、神戸孝憲、中川清、木村圴、田中峯生
- 美術：高見哲也、園田一佳、塚本隆治、三浦鐐二、今井高端
- 記録：西野敏子、内藤幸子、川島庸子、石田照、西村直美、佐伯直、東紀子
- 編集：河合勝巳
- 助監督：梅原重行（第1話、第3話、第7話～第8話、第11話、第16話、第24話、第27話）、山本憲（第2話、第4話、第6話）、前島守男（第5話）、高倉祐二（第9話～第10話）、佐藤晴夫（第12話、第15話、第18話～第19話、第22話、第28話～第29話）、井上泰治（第13話、第23話）、内沢豊（第14話、第17話）、和田圭一（第20話～第21話、第25話～第26話）
- 邦楽監修：中本哲
- 能指導：掛川昭二（第9話）
- 刺青：毛利清三（第28話）
- 擬斗：菅原俊夫、三好郁夫、上野隆三、谷明憲[注 28]、土井淳之祐（東映剣会）
- 衣装：東京衣裳、米田稔
- 装置：増田道清、木村倉次郎
- 装飾：西川由紀夫、窪田治、極並浩史
- 小道具：高津商会
- 美粧・結髪[注 29]：東和美粧
- かつら：山崎かつら
- スチール：深野隆
- 計測：作村龍二、望月真寿夫、原田国一、松木春吉
- 整音：加藤正行
- 進行：宮崎俊弥（第1話～第11話、第13話～第21話、第23話～第29話）、進藤盛延（第12話、第22話）、福田雅弘
- 演技事務：山下義明
- 騎馬：岸本乗馬センター[注 30]（第1話、第2話、第4話、第5話、第13話、第15話ほか）
- 協力：京都 大覚寺（第10話、第11話、第16話ほか）
- 現像：IMAGICA
- 監督：山内鉄也、矢田清巳、髙倉祐二、松尾正武、江崎実生
- 制作協力：東映太秦映像、オフィス・ヘンミ（ノンクレジット）
- 製作：C.A.L

#### 主題歌
オープニングテーマ
あゝ人生に涙あり
作詞 - 山上路夫 / 作曲 - 木下忠司 / 唄 - あおい輝彦、伊吹吾朗

#### 解説
- 放送20周年記念シリーズ。
- このシリーズから飛猿の忍び服から刀が無くなったが、その後も飛猿が刀を使用する場面は稀に見られる[注 32]。
- 第1部から製作総指揮を務めていた松下幸之助の死去に伴い、松下正治が最終シリーズの第43部まで製作総指揮となる。
- 第1部からナレーターを務めていた芥川隆行が1990年10月2日に死去し、本作が最終シリーズとなる｡
- 第19部のポスターから「水戸黄門」の書体が横文字に戻った。
- 第13部以来7年ぶりに山野辺兵庫が登場し、高松英郎が山野辺を演じた。
- 今シリーズから、プロデューサーの逸見稔のクレジットが「企画」から「制作」に変わった。また、制作協力が東映から東映太秦映像に変わった。
- 第1話と第2話でお銀は鬼巌坊（山本昌平）一味に捕まるが、お銀が刺客に2話連続捕まるのは、第18部の第2話と第3話に次いで、2度目となる。
- 第2話で助三郎が光圀に八兵衛が助三郎に扮して、捕まったお銀を助けに向かう。また、第9話では八兵衛が光圀に扮している。
- 第10話の弥七の2回転宙返りは第20部第2話「水晶守った怒りの十手 -甲府-」（1990年10月29日放送）でも再度同じものが使用されている。
- 第2話の放送日となる1989年10月2日以降、山形県でのネット局が、山形放送からテレビユー山形（第2話放送前日の1989年10月1日に開局）に変更となった。

#### TBSチャンネルでの再放送
- TBSチャンネルにおいて、2012年1月からCS初放送。

#### BS-TBSでの再放送
- 2019年6月28日から8月27日までBS-TBSの18時30分の時代劇再放送枠で放送された。

### 第20部
「水戸黄門 第20部」（みとこうもん だい20ぶ）は1990年10月22日から1991年10月7日までTBSで放送されたナショナル劇場のドラマ。製作はC.A.L。全48話（通算632回）。

#### ストーリー
光圀の実子である高松藩主・松平頼常（荻島真一）が、参勤交代に出府してこないという大事が起きる。表向きの理由は病気だが、頼常の病気騒動には何か裏があると確信した光圀は、将軍・綱吉の許しを得て高松へ向けて旅立つ。

#### キャスト

##### メインレギュラー
- 水戸光圀：西村晃
- 佐々木助三郎：あおい輝彦
- 渥美格之進：伊吹吾朗
- かげろうお銀：由美かおる
- うっかり八兵衛：高橋元太郎
- 柘植の飛猿：野村将希
- 風車の弥七：中谷一郎
- 綾姫：細川直美（第1話〜第11話）
- お鈴：山下志麻（ミス水戸黄門長崎放送代表）[注 33]（第1話〜第4話）
- お菊：藁谷友紀（ミス水戸黄門テレビユー福島代表）[注 34]（第5話〜第8話）
- お京：横田優花（ミス水戸黄門東京放送代表）[注 35]（第9話〜第11話）

##### 準レギュラー
- 霞のお新：宮園純子（第1話、第48話）
- 山野辺兵庫：高松英郎（第1話、第48話）
- 徳川綱吉：長谷川哲夫（第1話、第48話）
- 堀田備前守[注 36]：永井秀明（第1話、第48話）
- 木嶋正膳：高野真二（第1話、第11話）
- 笠間尚蔵：石山律雄（第1話、第11話）
- 徳川綱条：坂口徹郎（第1話）
- おはま：泉晶子（第9話、第11話）

#### スタッフ
- 制作：逸見稔
- 原案：葉村彰子
- 脚本：葉村彰子、櫻井康裕、土橋成男、大西信行、芦沢俊郎
- 音楽：木下忠司
- 題字：朝比奈宗源
- 特技：宍戸大全
- プロデューサー：西村俊一
- プロデューサー：大庭喜儀
- 制作担当：山田勝
- 撮影：小林善和、萩屋信、片山顕、原田裕平、羽田辰治、平山善樹、都築雅人
- 照明：岩見秀夫、佐々木政一、伊勢晴夫、大谷康郎、武邦男、畑下隆憲、岡田耕二
- 録音：木村圴、神戸孝憲、面屋竜憲、中川清、田中峯生、小金丸輝貴
- 美術：高見哲也、野尻均、鈴木孝俊、塚本隆治、三浦鐐二、園田一佳
- 記録：西野敏子、小川加津子、重信美香、西村直美、中田英子、内藤幸子
- 編集：河合勝巳（第1話〜第46話）、荒木健夫（第47話〜第48話）
- 助監督：梅原重行、井上泰治、佐藤晴夫、和田圭一、喜田川隆義
- 邦楽監修：中本哲
- 舞踊振付：藤間藤雄（第45話）
- 能楽監修：掛川昭二（第48話）
- 擬斗：上野隆三、菅原俊夫、三好郁夫、谷明憲、土井淳之祐（東映剣会）
- 衣装：東京衣裳
- 装置：野本志郎
- 装飾：長谷川優市呂、長尾和人、三木雅彦、極並浩文
- 小道具：高津商会
- 美粧・結髪：東和美粧
- かつら：山崎かつら
- スチール：深野隆、高瀬和三郎、荒川大介
- 計測：望月真寿夫、原田国一、作村龍二、新宮誠、長谷川光徳
- 整音：加藤正行
- 進行：釣田泰、福田雅弘、松田渡、木岡敦
- 演技事務：山下義明
- 騎馬：岸本乗馬センター
- ナレーター：杉山真太郎
- 協力：京都 大覚寺、粟生 光明寺（第45話）
- 現像：IMAGICA
- 監督：髙倉祐二[注 37]、矢田清巳、宮越澄、松尾正武、山内鉄也、江崎実生
- 制作協力：東映太秦映像、オフィス・ヘンミ（ノンクレジット）
- 製作：C.A.L

#### 主題歌
オープニングテーマ
あゝ人生に涙あり
作詞 - 山上路夫 / 作曲 - 木下忠司 / 唄 - あおい輝彦、伊吹吾朗

#### 解説
- 水戸黄門シリーズで最も話数の長い部である。そのため、放送期間が約1年もかかった。
- 前のシリーズまでナレーターを務めた芥川の死去に伴って、この部から元・TBSアナウンサー杉山真太郎がナレーターを務める｡
- 第19部の放送終了後に格之進の母・多加役の高峰三枝子が逝去（1990年5月27日没）したため、一行が旅に出ている間に多加も死去した設定となり、一行が西山荘に戻ってから初めて多加の死を知るエピソードが第1話で描かれた。
  - 多加の死去に伴い、格之進が多加の日記を見て回顧するシーンや、多加の遺言でお見合いをさせられかけたこと、これまで光圀の安否を気遣っていた山野辺兵庫が、多加の遺志を継いでお見合いを迫るなど、引き続き見合い話が持ち出されている。
- ここ数シリーズでは第1話は旅の出立の話で終わることが多かったが、第15部以来久々に第1話で立ち回り・印籠を出すシーンが登場した。
- 第1話から第11話まで、光圀の孫娘としてドラマオリジナルキャラクターの綾姫が登場。演じたのはアイドルの細川直美。
- 第20部を記念して北海道と沖縄を除く全都府県を回り、各都府県出身のタレント（京：中村玉緒、大坂：オール阪神・巨人、高知：西川きよし・間寛平、福岡：武田鉄矢[注 38]、長崎：坂上香織、八代：八代亜紀、鹿児島：坂上二郎、別府：麻丘めぐみ、萩：西村知美、長岡：小林幸子、酒田：ケーシー高峰など）をゲスト出演させた。尚、第9話はミヤコ蝶々の出演が予定されていたが本人の都合が合わなかったため、村田知栄子が彼女の代役として出演することとなった。
- 番組10周年記念以来およそ10年ぶりに「ミス水戸黄門」の公募が行われ、各局の代表がそれぞれ何らかの役で出演している。
- 第2話の弥七の2回転宙返りは第19部第10話「助さんの代理亭主 -本荘-」（1989年11月27日放送）で使用されたのを再度使用している。
- 第4話の弥七の2回転宙返りの1回転目は第17部第20話「颯爽!謎の黒頭巾 -広島-」（1988年1月11日放送）の2回転宙返りの1回転目と同じものを使用している。
- 第11話では八兵衛が光圀に扮している。また、印籠を見せるシーンがない回である。
- 第13話で西川きよし・西川弘志親子が親子役、間寛平が悪党の子分役（なお、間の持ちネタである「かい〜の」「アヘアヘアヘ...」が飛猿にやられる際に披露している）として出演している。また、この回では立回り後に印籠を見せるシーンがなく、光圀一行はお縄を受けて牢に自ら連行される。
- 第18話の弥七の宙返りからのひねり宙返りは2回とも同じものを使用している。
- 第19話において柳沢が老中として健在であることが確認できる。
- 第31話で、一部のクレジットが別のに差し替わる。顕著なのは、高橋元太郎の「橋」の字の木へんがはねていることと、監督の髙倉祐二が、従来のはしごだか（髙）で表記されていたものが、新字体の高に変わり、「高倉祐二」と表記された。このクレジットは第32話において元に戻ったものの、第39話以降第42話[注 39]と第46話・第47話・第48話[注 40]を除いて最終話（第48話）まで、再び使用されるようになった。
- 第35話の弥七の2回転宙返りは第29話の2回転宙返りと同じものを使用している。ただし、回転するときの効果音が異なっている。
- 第41話の弥七の宙返りの2つ目と3つ目は第29話と第35話で使用された宙返りの1回転目を使用している。
- 第42話では弥七は登場しているが、お銀の登場シーンで弥七のテーマのBGMが使用された。
- 第43話と最終話で飛猿が刀を使っているシーンがある。
- 第46話「印籠盗んだ女掏摸 -会津-」 の回で、光圀所持の印籠を盗んだ人物が、印籠を博打の形にする描写があり、光圀所持の印籠に描かれた葵紋を見た悪人側の一団が、会津松平家の紋所と同じだとして、泥棒の二人を会津藩の密偵と間違う（思い込む）描写があったが、光圀所持の印籠に描かれた葵紋と会津松平家が使用している葵紋は、デザインが異なっている為、実質的にはその様に思う事は無いと言える。 詳しくは、三つ葉葵を参照。
- 第47話の見どころの殺陣シーンは、珍しくロケによるものであった。
- 第47話では西村のスケジュールの都合で、光圀と助三郎、格之進、八兵衛、お銀、飛猿の絡みが一切ない。そのためクライマックスでは、助三郎と格之進が偽黄門（小松政夫）を仕立て、彼を利用して「控えおろう」と悪人を平伏させる異色の展開となった。また、圧倒的に光圀の登場シーンが少ない。結局、この回で光圀と絡みがあったのは、ゲスト出演者と風車の弥七だけであった。冒頭から光圀が登場しないため、八兵衛が光圀に扮して、ことの経緯を再現するという形で、1分20秒超をノーカットで演じて見せた。
- 第47話冒頭から終わりまで絡みがない代わりに、ゲスト出演の芦屋雁之助演じる左甚五郎とともに日光を発つ形で終了し、第48話に話が続く。第47話の途中で、堀田備前守の話も出てきていることから、第48話への伏線ともなっている。
- 第1部から本作の編集を担当していた河合勝巳が第46話の作業終了後に逝去（担当回数630回）。残りの2話（第47話と第48話）の編集は荒木健夫が担当した。
- 最終話の霞のお新のクレジットは、段の字を用いた霞の字を使用していた。
- 最終話で、側用人中村役で中村錦司が登場する。クレジットも、役名が単に「中村」となっている。第18部以来の登場である。
- 最終話では、クライマックスにおける殺陣のシーンで弥七が登場しない代わりに、同シーンと、それ以外の場面で、霞のお新が久々に忍び姿で刀を交えて、光圀一行を補佐している。この時にお新が風車を使用する場面があった。この際には、お新・お銀・飛猿という珍しい組み合わせで立ち回りが行われた。簡単な技を披露した第18部第2話以来の活躍である。
- 光圀と敵対する老中として堀田備前守（永井秀明）が登場する。
- 第20部では各話終盤部分での印籠と共に光圀が正体を明かす場面において、他の部とは違ったBGMが使われることが多かった[注 41]。ちなみに第16話は初期シリーズの主に第1部から第3部で多く使用されたBGMであった。
- 富山県でのネット局が、北日本放送からチューリップテレビ（第20部開始の3週間前にあたる、1990年10月1日に開局）に変更となった。

#### BS-TBSでの再放送
- 2019年4月1日から6月27日までBS-TBSの18時30分の時代劇再放送枠で放送された。

### 第21部
「水戸黄門 第21部」（みとこうもん だい21ぶ）は1992年4月6日から1992年11月9日までTBSで放送されたナショナル劇場のドラマ。製作はC.A.L。全32話（通算664回）。

#### ストーリー
岡崎藩のお世継ぎ騒動を解決するため、旅に出る。

#### キャスト

##### メインレギュラー
- 水戸光圀：西村晃
- 佐々木助三郎：あおい輝彦
- 渥美格之進：伊吹吾朗
- かげろうお銀：由美かおる
- うっかり八兵衛：高橋元太郎
- 柘植の飛猿：野村将希
- 風車の弥七：中谷一郎（第1話〜第24話、第28話〜第29話、第31話〜第32話）

##### 準レギュラー
- 霞のお新：宮園純子（第32話）
- 山野辺兵庫：高松英郎（第1話、第32話）
- 徳川綱吉：長谷川哲夫（第32話）
- 堀田備前守：永井秀明（第32話）
- 堀田の用人：溝田繁（第32話）

#### スタッフ
- 制作：逸見稔
- 原案：葉村彰子
- 脚本：葉村彰子、櫻井康裕、大西信行、土橋成男、芦沢俊郎
- 音楽：木下忠司
- 題字：朝比奈宗源
- 特技：宍戸大全
- プロデューサー：西村俊一
- プロデューサー：大庭喜儀、山田勝
- 撮影：荻屋信、都築雅人、片山顕、原田裕平、羽田辰治、小林善和
- 照明：佐々木政一、岩見秀夫、伊勢晴夫、大谷康郎、武邦男、畑下隆憲
- 録音：神戸孝憲、中川清、田辺義教、佐藤茂樹、面屋竜憲、木村均、小金丸輝貴
- 美術：三浦鐐二、高見哲也、辻野大、栗崎元成、鈴木孝俊、稲野實
- 記録：中田英子、東紀子、西野敏子、西村直美、小川加津子、三橋千尋、内藤幸子
- 編集：河合和子 [注 42]
- 助監督：和田圭一（第1話、第3話、第5話、第14話〜第15話、第19話、第23話、第28話、第30話）、高垣博也（第2話、第4話）、梅原重行（第6話、第10話〜第13話、第16話、第24話、第27話、第32話）、井上泰治（第7話〜第8話、第18話、第20話、第25話～第26話）、喜田川隆義（第9話、第17話）、佐野陽一（第21話～第22話）、佐藤晴夫（第29話、第31話）
- 邦楽監修：中本哲
- 舞踊振付：藤間藤雄（第1話）、若柳加織里
- 能指導：掛川昭二（第11話）
- 擬斗：菅原俊夫、三好郁夫、土井淳之祐（東映剣会）
- 衣装：東京衣裳、米田稔
- 装置：岡田厚詩
- 装飾：極並浩史、渡辺源三、山中忠和、長谷川優市呂、窪田治、籠尾和人
- 小道具：高津商会
- 美粧・結髪[注 43]：東和美粧
- かつら：山崎かつら
- スチール：高瀬和三郎、深野隆
- 計測：長谷川光徳、松木春吉、原田国一、作村龍二
- 整音[注 44]：加藤正行
- 進行：松田渡（第1話、第9話、第17話、第19話、第23話）、釣田泰（第2話、第4話、第18話、第20話〜第22話）、宮崎俊弥（第3話、第5話、第25話～第26話、第28話～第31話）、木岡敦（第6話、第10話〜第14話、第16話）、福田雅弘（第7話〜第8話）、藤原伊織（第15話）、松根功明（第24話、第27話）
- 演技事務：山下義明
- 騎馬：岸本乗馬センター（第1話、第4話、第5話、第7話、第9話～第11話ほか）
- ナレーター：杉山真太郎
- 協力：京都 大覚寺（第1話～第11話ほか）
- 現像：IMAGICA
- 監督：山内鉄也、江崎実生、高倉祐二（髙倉祐二）、矢田清巳
- 制作協力：東映太秦映像、オフィス・ヘンミ（ノンクレジット）
- 製作：C.A.L

#### 主題歌
オープニングテーマ
あゝ人生に涙あり
作詞 - 山上路夫 / 作曲 - 木下忠司 / 唄 - あおい輝彦、伊吹吾朗

#### 解説
- このシリーズのテーマが「名湯と名産を津々浦々に尋ねる漫遊記」であるため、毎回お銀の入浴シーンがある。第1話は水戸黄門史上初の2時間スペシャルで放送した。水戸から目的地・岡崎まで一気に突っ走り、内容も盛りだくさんだった。また本シリーズでは第15部以来久々に第1話にタイトルが付された。初回からあざやかにスタートしたがシリーズ開始後の1992年4月9日、西村の妻が急性心不全で急逝、このショックで西村は体力が続かなくなり、第14話の宇和島では、佐野浅夫が偽黄門役でゲスト出演している。これは次代の黄門役の候補の1人としてのテスト出演であった（偽黄門の服装の色合いは第1部の東野黄門に近いものであった）。そして同年8月25日に西村は勇退を表明し西村主演の最終シリーズとなる。足がけ9年、283回の世直し旅を演じた。9月25日の収録では最後の立ち回りのシーンは目が涙目になっていた。また第1部から番組制作に携わってきたプロデューサー（C.A.L）の西村俊一もこのシリーズを最後に降板した。
- 2012年11月1日からTBSチャンネル1にてCS初の再放送が行われた。
- 再放送素材では、第1話が前編・後編と別れたものであり、各話ごとにオープニングクレジットも、出演者に合わせたものに置き換えられている。また、通常左下に書かれる地名が、再放送素材では「前編」「後編」と書かれており、地名の表記は一切なかった。一方、TBSチャンネル1での放送では、本編に入る前に挿入されるTBSチャンネル独自のタイトルクレジットに（水戸・岡崎）と地名も付された上で、 (前編) (後編) という区分けが記されていた。
- このシリーズのみ弥七役の中谷一郎が休演した回のOPのレギュラークレジットでは飛猿役の野村将希が最後にクレジットされている。
- 第20部第47話に引き続いて、第1話前編でも小松政夫が、似た格好と似たキャラクターで登場し、また偽黄門を演じた。
- 第1話の川合伸旺演じる幻鬼は、第18部の刺客・玄竜（天竺屋清兵衛）と似たロングヘアーと衣装であった。また、配下の青竜、吞竜が同じ名前である上、第18部で吞竜を演じた北九州男を連想させる大前均が起用されている。また、刺客として登場した俳優は、そのシリーズでは他の役で出演することはないが、このシリーズのみそれぞれ他の役で（川合伸旺は第18話、内田勝正は第23話、大前均は第28話にて）出演している。
- 第14話から助三郎の着物が第21部のポスターのものではなく違う着物を着ている。
- このシリーズでは光圀が悪人の悪事を暴露する際（大立ち回りの前）に、「○○様、あなたは悪いお方ですなぁ」と挑発することが多い。
- 第21部のポスターからTBSのロゴマークが変更された（第23部から現在のロゴに変更）。
- 第21部の終盤になって愛媛県での放映が南海放送からあいテレビ（9月21日 - 9月30日サービス放送、10月1日 - 開局）に変更された。

#### BS-TBSでの再放送
- 2019年8月28日から10月24日までBS-TBSの18時30分の時代劇再放送枠で放送された。ただし、本放送時の初回2時間スペシャルは前編・後編に分割して放送のため、放送回数は33回となった。

## 他のドラマとのコラボレーション
第16部放送開始10日前の1986年4月18日に放送された『うちの子にかぎって…スペシャル1 金曜日の子供たちへ 水戸黄門と夢の共演!! 京都修学旅行大騒動』（田村正和主演）の中で、事実上の番組の宣伝が行われた。内容は、『うちの子にかぎって…』に登場する小学生が修学旅行先の京都で水戸黄門の出演者と会うというもの。この中で小学生たちが撮影現場に乱入し、教師の石橋徹が止めに入るという場面があり、それを見ていた西村が「あの先生にかぎって」と言うユニークな演出がなされた。この翌年に放送された田村主演の『パパはニュースキャスター』と翌々年に放送された『パパは年中苦労する』では本作のナレーターでもある芥川隆行がナレーションを担当している。

## 補足
西村と里見は番組降板後、NHK大河ドラマ『炎立つ』で共演している。撮影の休憩時間、里見が西村に対して「ご隠居!江刺は初めてですか？」と声をかける場面もあったという。
また、1992年に西村をはじめとする当時のレギュラー陣がナショナルのジャーポットのCMに出演した（ただし、このCMでは全員ブレザーを着ていた）。